# Rio Cetiţa
O Rio Cetiţa é um rio da Romênia, afluente do Cetea, localizado no distrito de Alba.